# Jonathan Palmer (football américain)
Pour les articles homonymes, voir Palmer.
Jonathan Palmer (né le 3 décembre 1983 à Decatur) est un joueur américain de football américain.

## Carrière

### Université
Il entre à l'université d'Auburn où il joue pour l'équipe de football américain des Tigers.

### Professionnel
Jonathan Palmer n'est sélectionné par aucune équipe lors du draft de la NFL de 2007. Il signe peu de temps après comme agent libre non drafté avec les Eagles de Philadelphie mais il ne reste pas longtemps. Durant quatre saisons, il va enchaîner les équipes d'entraînements de différentes franchises de la NFL, sans pour autant jouer un seul match comme professionnel.
En 2011, il s'engage en United Football League avec les Destroyers de Virginie et remporte le championnat UFL.

## Palmarès
- Championnat UFL 2011